# Pseudotrigonidium pulchellum
Pseudotrigonidium pulchellum är en insektsart som beskrevs av Andrej Vasiljevitj Gorochov 1999. Pseudotrigonidium pulchellum ingår i släktet Pseudotrigonidium och familjen syrsor. Inga underarter finns listade i Catalogue of Life.